# Hendrick Zuck
Hendrick Zuck (Püttlingen, 21 juli 1990) is een Duits voetballer die doorgaans speelt als linksbuiten. In juli 2018 verruilde hij Eintracht Braunschweig voor 1. FC Kaiserslautern.

## Carrière
1992 begon Zuck zijn carrière als voetballer in de jeugd van SC Großrosseln, waar zijn vader coach was van hem. In 2004 verkaste de toen veertienjarige speler naar Borussia Neunkirchen, waar hij vijf jaar later gepromoveerd werd naar het eerste elftal van de club. In twee seizoenen tijd speelde hij meer dan vijftig duels en hij werd daarop in de zomer van 2010 overgenomen door 1. FC Kaiserslautern. Daar speelde hij twee seizoenen bij de beloften, voordat hij na het ondertekenen van zijn eerste professionele contract opgenomen werd in het eerste elftal, waar hij viermaal voor doel wist te treffen.
Op 31 januari 2013 vertrok Zuck voor circa een half miljoen euro naar SC Freiburg. Bij Freiburg speelde hij vooral in het reserveteam en in de zomer van 2014 huurde Eintracht Braunschweig hem. Na één seizoen werd de middenvelder definitief overgenomen. In de zomer van 2018 maakte Zuck de overstap naar 1. FC Kaiserslautern, waar hij zijn handtekening zette onder een verbintenis voor de duur van drie seizoenen. Voor dit contract afliep, kwamen club en speler tot een akkoord voor een verlenging voor drie seizoenen. In 2024 kwam er opnieuw een jaar extra bij zijn contract. Door een kruisbandblessure moest hij de tweede helft van het seizoen 2023/24 en de gehele jaargang erna aan zich voorbij laten gaan. Hierop tekende hij toch een nieuw contract, om weer voor het tweede elftal te gaan spelen.